# Kavin Gilder-Tilbury
Kavin John Gilder-Tilbury (* 19. Mai 1994) ist ein US-amerikanischer Basketballspieler.

## Laufbahn
Gilder-Tilbury besuchte die Cypress Falls High School im US-Bundesstaat Texas, ab 2013 studierte er an der Texas State University und gehörte zur Basketballmannschaft der Hochschule. Als er 2017 die Uni verließ, stand er in der ewigen Bestenliste der Hochschulmannschaft in den Kategorien „bestrittene Spiele“ mit 128 auf dem ersten Rang. Er war der erste Spieler, der für Texas State sowohl mehr als 1000 Punkte, 500 Rebounds, 100 Ballgewinne als auch 50 Blocks verbuchte. Die statistisch beste Saison seiner Uni-Zeit war das Abschlussspieljahr 2016/17, als er im Durchschnitt 15,9 Punkte, 5,6 Rebounds je Begegnung verbuchte sowie pro Partie 1,8 Korberfolge von Mannschaftskameraden direkt vorbereitete.
Der zwei Meter große Flügelspieler entschied sich im Sommer 2017, ein Vertragsangebot des deutschen Zweitligisten RheinStars Köln anzunehmen und somit ins Profilager zu wechseln. Er wurde im Laufe des Spieljahres in 31 Partien der 2. Bundesliga ProA eingesetzt und führte die Rheinländer als bester Korbschütze der Mannschaft mit einem Punkteschnitt von 12,9 pro Begegnung an. Seine 4,6 Rebounds je Spiel waren mannschaftsintern der zweitbeste Wert. Mit 47 erzielten Dreipunktwürfen wies der Texaner auch im ersten Profijahr seine Qualität als Distanzschütze nach.
In der Sommerpause 2018 wechselte Gilder-Tilbury innerhalb der 2. Bundesliga ProA zum BV Chemnitz 99. Im Spieljahr 2018/19 verpasste er mit den Sachsen knapp den Aufstieg in die Basketball-Bundesliga, als man im entscheidenden Halbfinalspiel Hamburg in eigener Halle unterlag. Die Punktrunde hatte man als Tabellenerster beendet. Gilder-Tilbury war im Saisonverlauf zweitbester Chemnitzer Korbschütze (12,8 Punkte je Begegnung).
Beim Draft-Verfahren der NBA G-League im Oktober 2019 sicherten sich die Rio Grande Valley Vipers an 28. Stelle die Dienste des Flügelspielers, gaben ihn aber kurz darauf an die Westchester Knicks ab. In vier Spielen für die Mannschaft kam er auf 0,8 Punkte je Begegnung und wurde Mitte Dezember 2019 aus dem Aufgebot gestrichen. Anfang Januar 2020 wechselte er zum schwedischen Erstligisten BC Luleå, Ende desselben Monats kam es zur Trennung, der US-Amerikaner hatte bis dahin ein Ligaspiel für die Mannschaft mitgemacht und dabei 14 Punkte erzielt. Wenige Tage später gab der deutsche Zweitligist Science City Jena seine Verpflichtung bekannt.
Zur Saison 2020/21 wechselte er innerhalb der zweiten Liga zum PS Karlsruhe.